# Salacia nitida
Salacia nitida là một loài thực vật có hoa trong họ Dây gối. Loài này được (Benth.) N.E. Br. miêu tả khoa học đầu tiên năm 1905.